# 리안티 카트라이트
리안티 카트라이트(Rianti Cartwright, 1983년 11월 22일 ~ )는 인도네시아의 배우, 모델이다.
영국인 아버지와 순다족 어머니 사이에서 태어났으며 인도네시아어, 영어, 순다어를 구사한다. 5세 시절부터 10대 시절까지 가족들과 함께 영국에 거주했다. 출생 당시에는 이슬람교 신자였지만 2010년 9월 17일에 로마 가톨릭교회로 개종했다.